# Atelier de peinture (Japon)
Au Japon, les ateliers de peinture (絵所, e-dokoro ou edokoro) ou bureaux de peinture font référence à des établissements (dokoro, atelier ou bureau) préposés à la réalisation de peintures (e), essentiellement sur commande de l’aristocratie, de samouraïs ou de temples et sanctuaires. Il en existait plusieurs de taille et d’importance variées, bien que le plus connu et le plus durable ait été l’atelier de la cour impériale, actif du IXe siècle (époque de Heian) à 1868 (fin de l’époque d’Edo).
L’usage du terme edokoro reste assez large. Par extension, il est aussi utilisé pour désigner le directeur d’un atelier de peinture, alternativement au terme usuel eshi (peintre) : il est par exemple possible de lire alternativement « Eshi Suge Hōgen » et « Edokoro Suge Hōgen », pour le « peintre Suge Hōgen ». D’ailleurs, l’étude des ateliers de peinture et des peintres qui les ont dirigés avant le XIVe siècle reste complexe.

## Premiers ateliers de peinture
La peinture se développe au Japon grâce aux premiers échanges avec la Chine et la Corée, ainsi que la production de peinture bouddhique. Les premières formes d’ateliers de peinture apparaissent au VIIIe siècle, par exemple l’edakumi-no-tsukasa (画工司) de Nara (alors capitale du Japon) dépendant de la cour impériale et fermé en 808 ou l’atelier de peinture dépendant du Bureau de construction du Tōdai-ji (造東大寺司, Zō Tōdai-ji shi) actif de 746 à 789 et plus grand centre artistique de la capitale.

## Atelier de la cour
L'atelier le plus connu est l’atelier de peinture de la cour impériale (宮廷絵所, kyūtei-edokoro), chargé d’honorer les commandes de l’aristocratie. Il apparaît durant le IXe siècle (au plus tard en 886) et reste actif jusqu’en 1868, ce qui en fait le plus ancien et le plus durable du Japon, ; cet atelier est dirigé par des peintres d’école variée, notamment de l’école Kose (fondée au XIIe siècle, à l'époque de Heian) ou de l’école Tosa qui en prend la direction de façon héréditaire à partir du XVe siècle jusqu’à sa fin. À partir de l’époque de Heian, l’atelier de la cour maintient essentiellement la tradition de la peinture yamato-e emprunte d’un goût très japonais, aux compositions stylisées et à la couleur riche et brillante. 
À l’époque de Heian, l’atelier de la cour est un organisme lié à la Chancellerie privée (蔵人所, Kurōdo-dokoro), et organisé selon une hiérarchie stricte : en premier vint l’intendant (別当, bettō) qui est un aristocrate de haut rang proche de l’empereur, puis viennent le directeur ou préposé de l’atelier (預, azukari), des peintres expérimentés (墨画, sumigaki, littéralement « peintre préposé à l’encre ») et des assistants, préposés par exemple à la peinture ou à la préparation des pigments,,. À l’époque de Heian, l’azukari est un fonctionnaire, donc les maîtres peintres sont bien les sumigaki, mais cet état de fait change par la suite et l’azukari devient à la fois le directeur et le maître peintre. À l’époque de Muromachi, cet atelier se détache quelque peu de la cour et désigne plutôt un atelier qui gagne ponctuellement la faveur de l’aristocratie, avant que l’école Tosa ne s’impose.

## Autres ateliers
À partir du XVe siècle, les shoguns établissent leur propre atelier de peinture, souvent nommé bakufu-edokoro (幕府絵所), qui est dirigé par l’école Kanō à l’époque d’Edo. D’après une archive du Kobikichō edokoro (une branche de l’école Kanō), le rôle de l’atelier était d’honorer les commandes du shogunat, de restaurer les anciennes peintures et de former les jeunes peintres.
Outre ces grands ateliers existaient de nombreux établissements affiliés à des temples bouddhiques ou sanctuaires shinto, par exemple ceux du Tō-ji, du Kōfuku-ji, du Kasuga-taisha ou du Yasaka-jinja. Les aristocrates et les familles de daimyos pouvaient de même patronner des ateliers de peinture. Akiyama Terukazu note ainsi l’existence d’un atelier de peinture des dames de compagnie (女房絵所, nyōbō edokoro) à l’époque de Heian.